# Síndrome de Satoyoshi
El síndrome de Satoyoshi, también conocido como síndrome de Komura-Guerri, es un desorden degenerativo raro, presumiblemente de etiología autoinmune, caracterizada por espasmos musculares dolorosos, alopecia, diarrea, anemia, endocrinopatías con amenorrea y anomalías esqueléticas secundarias. El síndrome fue reportado por primera vez en 1967 por Eijiro Satoyoshi y Kaneo Yamada en Tokio.
En la actualidad, existen alrededor de 75 casos en todo el mundo. En España se han detectado dos casos de esta enfermedad, la primera de ellas en 2006 en Albacete. En Chile, el primer caso se reportó en 2009.
Los afectados con este síndrome normalmente desarrollan los síntomas de la enfermedad en edades tempranas, frecuentemente entre los seis y los quince años. El cuadro clínico inicial cursa con espasmos musculares en las piernas y alopecia. Los espasmos son dolorosos y progresivos y su frecuencia puede variar entre 1 y 100 espasmos por día, cada uno de ellos con un duración de minutos. Estos espasmos pueden ser lo suficientemente severos como para producir posturas anormales en las extremidades afectadas, particularmente en sus dedos pulgares. Con la progresión de la enfermedad se ven implicados los músculos del tronco, los maseteros y el músculo temporal.
Los espasmos severos pueden interferir con la respiración y el habla. Además, los espasmos producen en los cartílagos de crecimiento y en las epífisis de los huesos largos, lo que produce anomalías esqueléticas. Durante los periodos libres de espasmos, pueden darse estímulos mioclónicos no sensitivos en los brazos, piernas y cuello. La diarrea ocurre en los primeros 2–3 años con intolerancia a carbohidratos y dietas altas en glucosa. Las manifestaciones endocrinopáticas incluyen amenorrea e hipoplasia del útero.